# 瓜岛叉尾海燕
瓜島叉尾海燕（學名：Oceanodroma macrodactyla），或稱作瓜達盧佩海燕，是一種細小的海燕，可能已經滅絕。

## 描述及生態

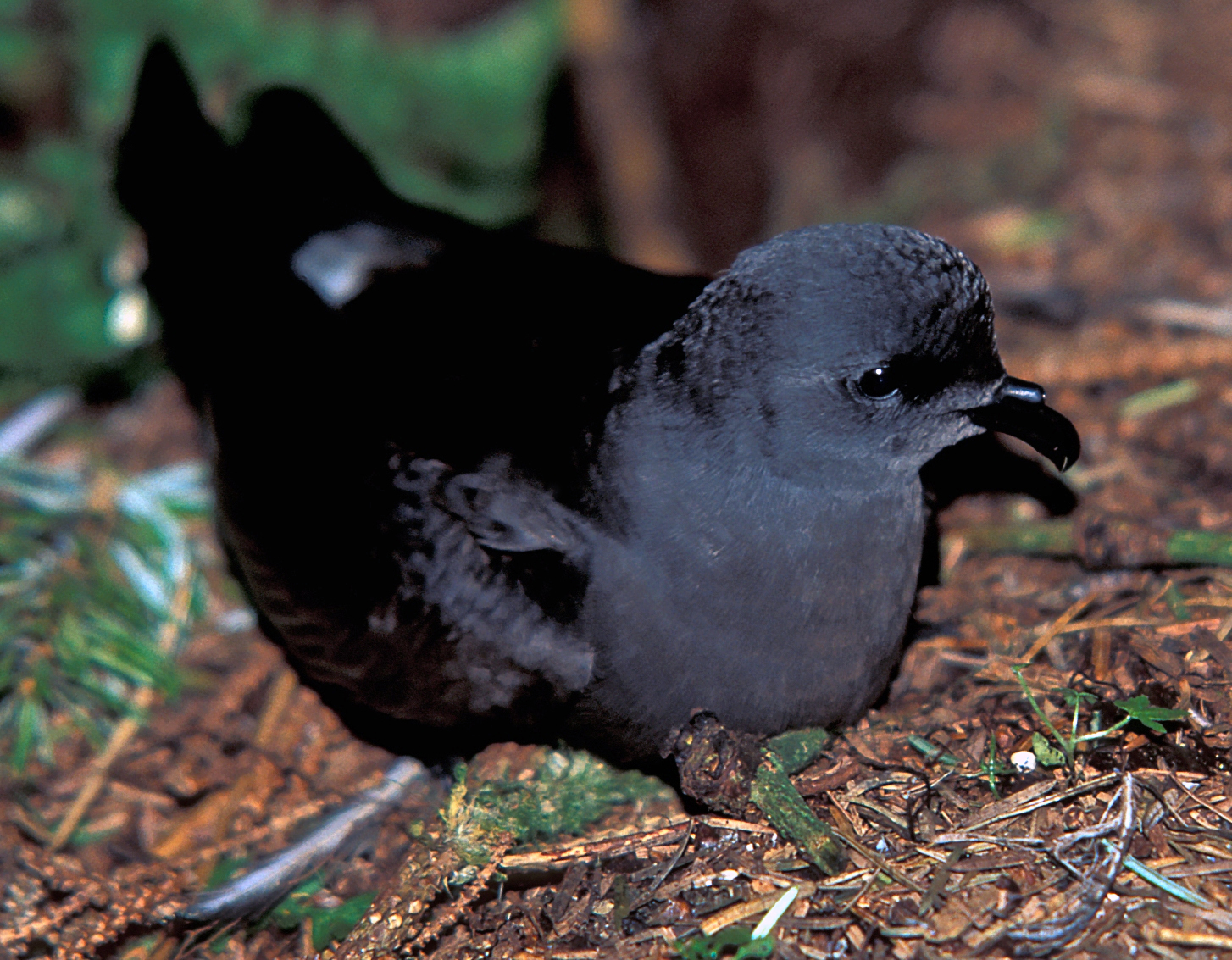
白腰叉尾海燕，與瓜島叉尾海燕差不多完全一樣。

瓜島叉尾海燕與其親屬白腰叉尾海燕在外觀上差不多不能分辨，只是瓜島叉尾海燕的體型較大及其翼底羽毛較淡色，且近年節律不同。
瓜島叉尾海燕只在下加利福尼亞州對開的哥德洛普島繁殖，相信分佈在這個地區。根據競爭排除原則，牠們的繁殖期是介乎兩種白腰叉尾海燕亞種的繁殖期之間。
瓜島叉尾海燕每次會生一隻蛋。蛋圓頓，長35-40厘米，呈白色，有紅褐色的淡環及薰衣草色斑點。至6月中，差不多所有雛燕已經離開巢穴。雖然資料不詳，但估計孵化期為42日。雛燕約需60-75日來換羽。由此可知牠們會於2月至3月間生蛋，雛燕於4月至5月間仍留在巢穴中。父母會輪流負責孵化蛋，離開的一方會自己覓食直至下一輪孵化。父母只在夜間餵哺雛燕。
有3種蝨子寄生在瓜島叉尾海燕，包括Longimenopon dominicanum、Austromenopon oceanodromae及Halipeurus raphanus。第二種蝨子在其他海燕也可以見到，第三種也會寄生在灰叉尾海燕。而第一種蝨子已經不見了，估計是與瓜島叉尾海燕一同滅絕。

## 消失
瓜島叉尾海燕的衰落是因於19世紀末入侵的貓所致。到了1906年的繁殖期末，牠們的數量仍很豐富。
最後的兩個標本是於1911年採集的，而最後於1912年發現牠們正在繁殖。自此以後就看不見牠們的蹤跡，只發現一些棄置的巢穴及腐化的屍體。不過由於牠們與白腰叉尾海燕極為相似，故牠們的生存仍有希望。

## 外部連結
- BirdLife Species Factsheet （页面存档备份，存于）